# Mount Vernon, Maryland
Mount Vernon är en ort i Somerset County i delstaten Maryland, USA.